# Marston T. Bogert
Marston Taylor Bogert (18 avril 1868 - 21 mars 1954) est un chimiste américain.

## Biographie
Il est né à Flushing, New York le 18 avril 1868  et étudie au Flushing Institute, qui est une école privée bien connue, où il est un étudiant brillant.
Il entre au Columbia College de New York en 1886 et obtient en 1890 un BA. Il entre à la nouvelle Columbia School of Mines et obtient un doctorat en 1894. Il reste pour enseigner la chimie organique et en 1904 est nommé professeur titulaire, prenant sa retraite en 1939 en tant que professeur émérite de chimie organique en résidence.
En 1893, il épouse Charlotte Hoogland.
Il est président de l'American Chemical Society en 1907-1908 et président de la Society of Chemical Industry en 1912.
Pendant la Première Guerre mondiale, il sert comme colonel dans le US Chemical Warfare Service et, pendant la Seconde Guerre mondiale, il est membre de la Chemical Industry Branch du War Production Board.
En 1906, il reçoit la Médaille William-H.-Nichols. En 1916, il est élu à l'Académie nationale des sciences. En 1936, il reçoit la médaille d'or de l'American Institute of Chemists  et en 1938 la Médaille Priestley par l'American Chemical Society . De 1938 à 1947, il est président de l'IUPAC.
Il est décédé à New York le 21 mars 1954.